# جان‌جو کنی
جان‌جو کنی (به انگلیسی: Jonjoe Kenny)؛ زاده ۱۵ مارس ۱۹۹۷، بازیکن فوتبال حرفه‌ای انگلیسی است که در پست مدافع راست برای باشگاه اورتون بازی می‌کند. همچنین برای تیم ملی کشورش در سطح زیر ۲۱ سال به میدان رفته است. او از لیگ برتر جوانان آمده و تا ژوئیه ۲۰۱۴ به عنوان بازیکنی حرفه‌ای در این لیگ حضور داشت.

## عملکرد باشگاهی
کنی در ۲۱ ژوئیه ۲۰۱۵ به صورت قرضی به ویگان اتلتیک از لیگ یک پیوست. علی‌رغم آنکه سرمربی ویگان، گری کالدول تمایل خود را برای تمدید قرارداد با او ابراز کرده بود، اما کنی پس از هفت بازی برای تیم اصلی، در پایان قراردادش به اورتون بازگشت.
در ۲۷ ژانویه ۲۰۱۶، کنی به آکسفورد یونایتد در لیگ دو پیوست؛ ابتدا با قراردادی قرضی به مدت یک‌ ماه که بعداً تا پایان فصل تمدید شد.
در ۱۵ می ۲۰۱۶ و در بازی مقابل نوریچ سیتی، کنی اولین بازی خود را در لیگ برتر برای اورتون انجام داد و به عنوان بازیکن تعویضی جایگزین متیو پنینگتن شد. در ۶ مه ۲۰۱۷ و در بازی مقابل سوانزی سیتی، دومین حضورش در لیگ برتر به ثبت رسید و بار دیگر به عنوان بازیکن تعویضی وارد بازی شد تا جایگزین میسون هولگیت باشد.
کنی فصل ۱۸–۲۰۱۷ را به عنوان گزینه چهارم رونالد کومان آغاز کرد، اگرچه خیلی زود، اولین فرصت  بازی به او داده شد. در ۲۲ اکتبر و در بازی خانگی مقابل آرسنال از رقابت‌های لیگ که با شکست ۵–۲ اورتون خاتمه یافت، اولین حضور او در لیگ برتر ثبت شد. پس از اخراج کومان از سمتش، کنی ۱۳ بازی متوالی در لیگ به میدان رفت و در ۱۹ بازی از اکتبر تا بازگشت شیموس کلمن در ژانویه، ۱۶ بار به میدان رفت. در تمامی رقابت‌های آن فصل، کنی ۲۵ بازی انجام داد.
فصل بعد را به عنوان جانشین کولمن آغاز کرد تا آنکه بازیکن ایرلندی از ناحیه پا آسیب دید و کنی به ترکیب اصلی رسید و چهار بازی متوالی در لیگ انجام داد. پس از برد خارج از خانه مقابل لستر در ۶ اکتبر، او از ترکیب اصلی کنار گذاشته شد تا آنکه در روز سال نو و در بازی برگشت مقابل لستر به بازی گرفته شد. جایگاه او در ترکیب اصلی برای بازی دور سوم از جام حذفی مقابل لینکلن سیتی حفظ شد. در ۲۸ ژانویه و در پیروزی ۱–۰ مقابل هادرزفیلد تاون، بار دیگر فرصت حضور را در ترکیب تیم به دست آورد و پس از مصدومیت لیتون بینز و کارت قرمز لوکاس دینیه، در ۲۰ دقیقه پایانی به عنوان مدافع چپ وارد زمین شد. چهار روز بعد و در دقیقه ۲۰ از بازی مقابل ولوز به جای بینز وارد زمین شد. با بازی موثرش پست دفاع چپ او در دو بازی بعد مقابل منچستر سیتی و واتفورد تثبیت شد و در هر دو بازی جایزه بهترین بازیکن زمین را از آن خود کرد.
در ۱۰ ژوئن ۲۰۱۹، کنی یک فصل را قرضی به شالکه رفت. او تمایل خود را برای حضور منظم‌تر در ترکیب اصلی اینگونه ابراز کرد: «مهم نیست چقدر تمرین می‌کنید، چقدر سخت کار می‌کنید. شما به زمان برای بازی نیاز دارید.»
در ۱ فوریه ۲۰۲۱، کنی تا پایان فصل به صورت قرضی به سلتیک اسکاتلند پیوست.

## عملکرد ملی
کنی از بازیکنان ترکیب تیم زیر ۱۷ سال انگلستان بود که در سال ۲۰۱۴ قهرمان اروپا شد. در فینال مقابل هلند، او بود که پنالتی پیروزی‌بخش تیمش را در ضربات پنالتی به ثمر رساند. در انتهای رقابت‌ها، او در ترکیب تیم برتر یوفا قرار گرفت.
کنی از اعضای تیم زیر ۱۹ سال انگلیس برای مسابقات قهرمانی اروپا ۲۰۱۶ بود و در بازی نیمه‌نهایی مقابل ایتالیا که شکست انگلستان نتیجه‌اش بود، اولین بازی خود را انجام داد.
کنی برای تیم زیر ۲۰ سال انگلیس در جام جهانی ۲۰۱۷ انتخاب شد و در تمام هفت بازی از این مسابقات حضور داشت. در فینال، انگلیس، ونزوئلا را با یک گل شکست داد و اولین قهرمانی آنها در یک تورنمنت جهانی از زمان قهرمانی‌شان در جام جهانی ۱۹۶۶ به دست آمد.
در مه ۲۰۱۹، نام کنی در فهرست نهایی تیم زیر ۲۱ سال انگلستان برای مسابقات قهرمانی اروپا در ایتالیا و سن‌مارینو ثبت شد. او، یکی از سه بازیکن اورتون بود که همراه با دامنیک کالورت-لوین و کیران دوول در ترکیب ۲۳ نفره نهایی قرار گرفتند. در ۲۴ ژوئن ۲۰۱۹ و در بازی مقابل کرواسی که با تساوی ۳–۳ پایان یافت با ضربه‌ای خیره‌کننده، سومین گل کشورش را به ثمر رساند.
تحت قوانین فیفا، کنی واجد شرایط حضور در تیم ملی ایرلند است.

## آمار عملکرد
تا تاریخ ۱۲ فوریه ۲۰۲۲
| آمار عملکرد، بازی‌ها و گل‌ها بر اساس باشگاه و فصل | آمار عملکرد، بازی‌ها و گل‌ها بر اساس باشگاه و فصل | آمار عملکرد، بازی‌ها و گل‌ها بر اساس باشگاه و فصل | آمار عملکرد، بازی‌ها و گل‌ها بر اساس باشگاه و فصل | آمار عملکرد، بازی‌ها و گل‌ها بر اساس باشگاه و فصل | آمار عملکرد، بازی‌ها و گل‌ها بر اساس باشگاه و فصل | آمار عملکرد، بازی‌ها و گل‌ها بر اساس باشگاه و فصل | آمار عملکرد، بازی‌ها و گل‌ها بر اساس باشگاه و فصل | آمار عملکرد، بازی‌ها و گل‌ها بر اساس باشگاه و فصل | آمار عملکرد، بازی‌ها و گل‌ها بر اساس باشگاه و فصل | آمار عملکرد، بازی‌ها و گل‌ها بر اساس باشگاه و فصل | آمار عملکرد، بازی‌ها و گل‌ها بر اساس باشگاه و فصل | آمار عملکرد، بازی‌ها و گل‌ها بر اساس باشگاه و فصل |
| باشگاه                                          | فصل                                             | لیگ                                             | لیگ                                             | لیگ                                             | جام                                             | جام                                             | جام اتحادیه                                     | جام اتحادیه                                     | سایر                                            | سایر                                            | مجموع                                           | مجموع                                           |
| باشگاه                                          | فصل                                             | دسته                                            | بازی(ها)                                        | گل(ها)                                          | بازی(ها)                                        | گل(ها)                                          | بازی(ها)                                        | گل(ها)                                          | بازی(ها)                                        | گل(ها)                                          | بازی(ها)                                        | گل(ها)                                          |
| ----------------------------------------------- | ----------------------------------------------- | ----------------------------------------------- | ----------------------------------------------- | ----------------------------------------------- | ----------------------------------------------- | ----------------------------------------------- | ----------------------------------------------- | ----------------------------------------------- | ----------------------------------------------- | ----------------------------------------------- | ----------------------------------------------- | ----------------------------------------------- |
| اورتون                                          | ۱۶–۲۰۱۵                                         | لیگ برتر                                        | ۱                                               | ۰                                               | ۰                                               | ۰                                               | ۰                                               | ۰                                               | —                                               | —                                               | ۱                                               | ۰                                               |
| اورتون                                          | ۱۷–۲۰۱۶                                         | لیگ برتر                                        | ۱                                               | ۰                                               | ۰                                               | ۰                                               | ۰                                               | ۰                                               | —                                               | —                                               | ۱                                               | ۰                                               |
| اورتون                                          | ۱۸–۲۰۱۷                                         | لیگ برتر                                        | ۱۹                                              | ۰                                               | ۱                                               | ۰                                               | ۲                                               | ۰                                               | ۳                                               | ۰                                               | ۲۵                                              | ۰                                               |
| اورتون                                          | ۱۹–۲۰۱۸                                         | لیگ برتر                                        | ۱۰                                              | ۰                                               | ۱                                               | ۰                                               | ۲                                               | ۰                                               | —                                               | —                                               | ۱۳                                              | ۰                                               |
| اورتون                                          | ۲۰–۲۰۱۹                                         | لیگ برتر                                        | ۰                                               | ۰                                               | ۰                                               | ۰                                               | ۰                                               | ۰                                               | —                                               | —                                               | ۰                                               | ۰                                               |
| اورتون                                          | ۲۱–۲۰۲۰                                         | لیگ برتر                                        | ۴                                               | ۰                                               | ۱                                               | ۰                                               | ۳                                               | ۰                                               | —                                               | —                                               | ۸                                               | ۰                                               |
| اورتون                                          | ۲۲–۲۰۲۱                                         | لیگ برتر                                        | ۵                                               | ۰                                               | ۲                                               | ۰                                               | ۲                                               | ۰                                               | —                                               | —                                               | ۹                                               | ۰                                               |
| اورتون                                          | مجموع                                           | مجموع                                           | ۴۰                                              | ۰                                               | ۴                                               | ۰                                               | ۸                                               | ۰                                               | ۳                                               | ۰                                               | ۵۶                                              | ۰                                               |
| ویگان اتلتیک (قرضی)                             | ۱۶–۲۰۱۵                                         | لیگ یک                                          | ۷                                               | ۰                                               | ۰                                               | ۰                                               | ۰                                               | ۰                                               | ۰                                               | ۰                                               | ۷                                               | ۰                                               |
| آکسفورد یونایتد (قرضی)                          | ۱۶–۲۰۱۵                                         | لیگ دو                                          | ۱۷                                              | ۰                                               | ۱                                               | ۰                                               | ۰                                               | ۰                                               | ۲                                               | ۰                                               | ۲۰                                              | ۰                                               |
| شالکه (قرضی)                                    | ۲۰–۲۰۱۹                                         | بوندس‌لیگا                                       | ۳۱                                              | ۲                                               | ۳                                               | ۰                                               | —                                               | —                                               | —                                               | —                                               | ۳۴                                              | ۲                                               |
| سلتیک (قرضی)                                    | ۲۱–۲۰۲۰                                         | پرمیرشیپ اسکاتلند                               | ۱۴                                              | ۰                                               | ۲                                               | ۰                                               | ۰                                               | ۰                                               | ۰                                               | ۰                                               | ۱۶                                              | ۰                                               |
| مجموع عملکرد                                    | مجموع عملکرد                                    | مجموع عملکرد                                    | ۱۰۶                                             | ۲                                               | ۹                                               | ۰                                               | ۸                                               | ۰                                               | ۵                                               | ۰                                               | ۱۲۸                                             | ۲                                               |

## افتخارات
| افتخارات تیمی   | افتخارات تیمی           | افتخارات تیمی                 | افتخارات تیمی                 |
| تیم             | رقابت                   | قهرمانی                       | نائب‌قهرمانی                   |
| باشگاهی         | باشگاهی                 | باشگاهی                       | باشگاهی                       |
| --------------- | ----------------------- | ----------------------------- | ----------------------------- |
| آکسفورد یونایتد | لیگ دو                  | ---                           | (۱): ۱۶–۲۰۱۵                  |
| آکسفورد یونایتد | جام اتحادیه             | ---                           | (۱): ۱۶–۲۰۱۵                  |
| ملی             |                         |                               |                               |
| انگلستان زیر-۱۷ | جام ملت‌های اروپا زیر-۱۷ | ۲۰۱۴                          | ---                           |
| انگلستان زیر-۲۰ | جام جهانی زیر-۲۰        | ۲۰۱۷                          | ---                           |
| انگلستان زیر-۲۱ | تورنمنت تولون           | ۲۰۱۸                          | ---                           |
| افتخارات فردی   |                         |                               |                               |
| تیم             | رقابت                   | افتخار                        | افتخار                        |
| انگلستان زیر-۱۷ | جام ملت‌های اروپا زیر-۱۷ | بازیکن ترکیب تیم برتر مسابقات | بازیکن ترکیب تیم برتر مسابقات |
| شالکه           | بوندس‌لیگا               | بازیکن تازه‌کار ماه (اوت ۲۰۱۹) | بازیکن تازه‌کار ماه (اوت ۲۰۱۹) |

## یادداشت
1. ↑  بازی‌ها در لیگ اروپا
2. ↑  بازی‌ها در جام اتحادیه لیگ فوتبال